# Ferrieryt
Ferrieryt – minerał z gromady krzemianów, zaliczany do grupy zeolitów. Należy do grupy minerałów bardzo rzadkich.
Nazwa pochodzi od nazwiska kanadyjskiego geologa Waltera Fredericka Ferriera (1865-1950).

## Charakterystyka

### Właściwości
Zazwyczaj tworzy kryształy o pokroju igiełkowym lub włosowym. 
Występuje w skupieniach zbitych, promienistych, sferolitycznych. Jest kruchy i przezroczysty. Od natrolitu i skolecytu nie daje się odróżnić za pomocą prostych metod. 

### Występowanie
Produkt wtórnych przeobrażeń skał magmowych. Występuje w pęcherzach pogazowych w skałach wulkanicznych. Zwykle towarzyszy mu kalcyt i heulandyt. 
Miejsca występowania: Kanada, Włochy - Sardynia

### Zastosowanie
- ma znaczenie naukowe.